# Narody i rieligii mira
Narody i rieligii mira: Encykłopiedija (ros. Народы и религии мира: Энциклопедия) – rosyjska encyklopedia ludów i religii świata, wydana w 1998 r. nakładem wydawnictwa „Bolszaja rossijskaja encykłopiedija”. Publikacja zawiera ponad 1250 artykułów na temat ludów oraz ponad 480 artykułów poświęconych religiom. Całość uzupełniają liczne ilustracje (ponad 2 tys.).
Encyklopedia została opracowana z udziałem dużego zespołu autorów, z których większość stanowili specjaliści z Instytutu Etnologii i Antropologii im. Mikłucho-Makłaja Rosyjskiej Akademii Nauk. Podstawą encyklopedii stała się książka Narody mira (Народы мира), wydana w 1988 r. nakładem wydawnictwa „Sowietskaja encykłopiedija”.